# Hüseyin Beşok
Hüseyin Beşok (İzmir, Turska, 8. veljače 1975.) je bivši turski košarkaš i državni reprezentativac. Igrao je na mjestu centra. Visine je 212 cm. Igrao je u Euroligi sezone 1998./99. za turski Efes Pilsen.
Jedno je vrijeme bio registriran za hrvatskog prvoligaša KK Šibenik. To se napravilo jer ga je registriranje u inozemstvu oslobađalo vojske, što ne bi mogao da je ostao slobodan igrač ili da je potpisao za turski klub.
Njegov stariji brat Faruk Beşok bio je profesionalni košarkaš u Bešiktašu, a njegova najstarija sestra Sevgi Beşok također je bila košarkašica.
Karijera po sezonama:
- 1992. – 1994.: Pınar Karşıyaka
- 1994. – 2000.: Efes Pilsen
- 2001. – 2003.: Maccabi Tel Aviv
- 2004. – 2005.: ASVEL
- 2005. – 2006.: Le Mans
- 2006. – 2007.: Asseco Arka Gdynia
- 2007. – 2008.: Galatasaray
- 2009. – 2010.: Turk Telekom
- 2010. – 2011.: Aliaga Petkim
- 2010. – 2011.: Besiktas S.J.
- 2011. – 2013.: Hacettepe
- 2013. – 2014.: Turk Telekom